# Confessions (Liza-Minnelli-Album)
Confessions ist das elfte Studioalbum von Liza Minnelli. Es erschien am 21. September 2010.

## Hintergrund
Liza Minnelli, die vor allem als Interpretin von Musicalsongs und Popstandards mit großer Orchesterbegleitung hervorgetreten war, spezialisierte sich bei diesem Album auf die balladeske Aufarbeitung von Jazzstandards von mehreren Komponisten und Songschreibern des Great American Songbook. Die Instrumentalbegleitung erfolgte hier diesmal durch den Pianisten Billy Stritch, der seit vielen Jahren mit Minnelli zusammengearbeitet hatte; streckenweise spielte auch eine Rhythmusgruppe dazu.
Geworben wurde für das Album unter dem Aspekt, dass sich Minnelli als feinfühlige Sängerin mit Schwerpunkt auf der Intention der einzelnen Lieder zeige. Die Aussagen der Songtexter sollten im Vordergrund stehen. Minnelli distanzierte sich dabei von ihrer energiegeladenen, dynamischen Interpretationsweise. Sie selbst bezeichnete die von ihr eingespielten Lieder als ihre liebsten und intimsten, die sie bisher nur privat vor Freunden und Bekannten gesungen hatte.

## Titelliste
1. Confession (Howard Dietz, Arthur Schwartz) – 1:46
2. You Fascinate Me So (Cy Coleman, Carolyn Leigh) – 3:11
3. All the Way (Sammy Cahn, Jimmy Van Heusen) – 4:10
4. I Hadn’t Anyone Till You (Ray Noble) – 2:47
5. This Heart of Mine (Harry Warren, Arthur Freed) – 2:47
6. I Got Lost in His Arms (Irving Berlin) – 3:44
7. Remind Me (Jerome Kern, Dorothy Fields) – 3:06
8. Close Your Eyes (Bernice Petkere) – 2:53
9. He’s a Tramp (Peggy Lee, Francis J. Burke) – 2:34
10. I Must Have That Man (Dorothy Fields, Jimmy HeHugh) – 3:32
11. On Such a Night as This (Marshall Barer, Hugh Martin) – 3:54
12. Moments like This (Burton Lane, Frank Loesser) – 2:46
13. If I Had You (James Campbell, Ted Shapiro, Reginald Connelly) – 4:49
14. At Last (Harry Warren, Mack Gordon) – 3:29

## Rezeption
Die Fachkritik bemängelte größtenteils Minnellis brüchige Stimme, die den Melodien teilweise nicht mehr gerecht würde. Außerdem wurde die Einspielung der beiden Lieder I Got Lost in His Arms und Close Your Eyes, die bereits für ihr Studioalbum Gently (1996) erfolgt war, als nicht eben originell oder kreativ bewertet. Wie der Musikkritiker John Bush jedoch bemerkt, setze sich Minnelli über die negativen Stimmen hinweg und hole trotz ihrer gesanglichen Schwachpunkte alles aus sich heraus, ohne sich dabei selbst unbedingt ernst zu nehmen.